# Meerhof (Alzenau)

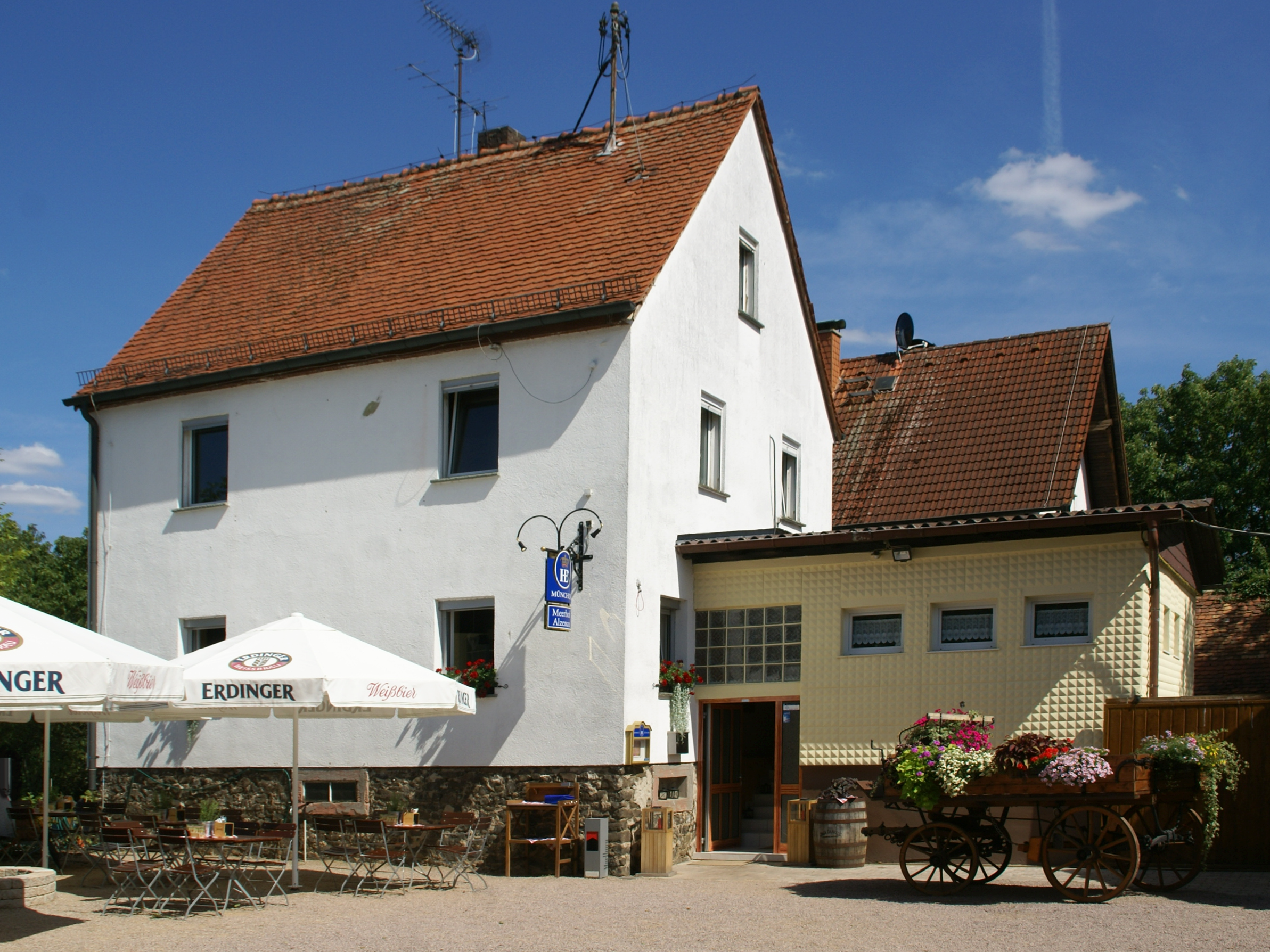
Meerhof

Als Meerhof, oder im Volksmund Meerhöfchen genannt, bezeichnet man ein ehemaliges Gehöft bei Alzenau im unterfränkischen Landkreis Aschaffenburg.

## Geographie
Der Meerhof liegt im unteren Kahlgrund an der Kreisstraße AB 25 zwischen Alzenau und Kahl am Main auf einer Halbinsel im Meerhofsee.

## Geschichte
Erstmals urkundlich erwähnt wurde der Meerhof 1592, jedoch geht man davon aus, dass er ursprünglich einer der vielen Höfe des untergegangenen Dorfes Prischoß war. Das schließt man daraus, da sich die verschwundene Ortschaft auch auf der rechten Seite der Kahl erstreckte und der Meerhof ein hohes Alter aufweist. 1565 stand das Gehöft als Schäferei in einer Liste aus dem Freigericht. Zum Hof gehörten damals ein Wohnhaus, zwei Schafställe, ein Schweinestall, eine Scheune, ein Backhaus und ein Brunnen. Ebenso hatte der Schäfer das Recht, eine Brücke über die Kahl ins Dorf Prischoß zu bauen, die man heute noch Schafbrücke nennt.   
Es kam zu einem langen Streit zwischen Kurmainz und Hanau um die Lande des Meerhofes. Mainz ließ die sogenannten Emmerichshöfe errichten, wodurch dem Meerhof wichtiges Weideland verloren ging. Daraufhin befahl Hanau dem Schäfer, unbeschadet im Reisig zu weiden. Von Mainzer Seite wurden dem Schäfer Schläge angedroht, wenn er diesen Befehl ausführen sollte. Hanau nahm den Schäfer in Schutz. Erst 1772 wurde der Streit zwischen Kurmainz und Hanau durch einen Vertrag beigelegt. 
Im Jahre 1821 kam der Hof zur Stadt Alzenau, und seit 1902 befindet sich im ehemaligen Gehöft eine Schankwirtschaft. Daraufhin stellten die Mitarbeiter des zwischen Alzenau und Kahl gelegenen Basaltsteinbruchs einen Antrag, ihre Speisen und Getränke vom nahegelegenen Meerhof zu beziehen. Mit dem Errichten des Kieswerkes wurde das Bett der Kahl verlegt, und man glaubte, dass mit der Norderweiterung in die Grube Wilmundsheim auch einmal der Meerhof verschwinden würde. Das Vorhaben der Erweiterung wurde jedoch abgebrochen, weil dadurch Straßen und die Bahnstrecke Kahl–Schöllkrippen hätten verlegt werden müssen. Mit Beendigung der Abbauarbeiten 1968 füllte sich der Tagebau mit Grundwasser, und der hier entstandene See bekam 1972 den Namen Meerhofsee.